# Great Paxton
Great Paxton – wieś w Anglii, w hrabstwie Cambridgeshire, w dystrykcie Huntingdonshire. Leży 24 km na zachód od miasta Cambridge i 83 km na północ od Londynu.